# ロイ・レスター・シュナイダー
ロイ・レスター・シュナイダー(英語: Roy Lester Schneider; 1939年5月13日 - )は、アメリカ領ヴァージン諸島、セント・トーマス島出身の医師、政治家。第5代アメリカ領ヴァージン諸島公選知事(1995年 - 1999年; 通算1期)。

## 経歴・人物
シュナイダーは1939年にセント・トーマス島で生まれた。ハワード大学で学士（理学）号(1961年)と医学博士号(1965年)を取得した。1966年から1968年まで、アメリカ合衆国陸軍の軍医としてベトナム戦争に従軍。その功績を讃えられ、アメリカ合衆国からブロンズスターメダル、ベトナム共和国から第一位ベトナム名誉勲章と技術サービス名誉メダルを授与された。
退役したシュナイダーは故郷アメリカ領バージン諸島で医師として活動し、1977年から1987年までヴァージン諸島の保健長官を務めた。1994年、副知事候補のケネス・マップと共に無所属から知事選に立候補し、第5代知事に当選した。1999年、2期目の当選を目指したが、民主党のチャールズ・ウェズリー・ターンブルに敗れた。全米知事協会には共和党で登録されている。
セント・トーマス島には、シュナイダーの名前が冠されたロイ・レスター・シュナイダー病院がある。